# Parawithius bromelicola
Espèce
Parawithius bromelicola est une espèce de pseudoscorpions de la famille des Withiidae.

## Distribution
Cette espèce est endémique de Colombie. Elle se rencontre dans les départements de Cundinamarca et de Santander.

## Description
Le mâle holotype mesure 2,46 mm et la femelle paratype 2,68 mm, les mâles mesurent de 2,46 à 2,58 mm et les femelles de 2,68 à 2,70 mm.

## Systématique et taxinomie
Cette espèce a été décrite par Romero-Ortiz, Sarmiento et Harvey en 2023.

## Étymologie
Son nom d'espèce, composé de bromeli[aceae] et du suffixe latin -cola, « qui vit dans, qui habite », lui a été donné en référence au lieu de sa découverte, des Bromeliaceae.

## Publication originale
- Romero-Ortiz, Sarmiento & Harvey, 2023 : « A new genus and five new species of pseudoscorpions (Arachnida, Pseudoscorpiones, Withiidae) from Colombia. » ZooKeys, vol. 1184, p. 301–326 (texte intégral).